# Mein großer Freund Joe
Mein großer Freund Joe ist ein Fantasy-Abenteuerfilm von Ron Underwood aus dem Jahr 1998. Er ist eine Neuverfilmung des Films Panik um King Kong aus dem Jahr 1949.

## Handlung
Die berühmte Primatologin Ruth Young lebt mit ihrer Tochter Jill in Afrika und erforscht dort das Leben der Gorillas, für deren Erhalt sie erbittert kämpft. Dabei fällt ihrer Tochter die ungewöhnliche Größe des Gorillajungen Joe auf.
Eines Nachts greifen die von Andrei Strasser angeführten Wilderer im Reservat die Gorillas an. Kweli, Youngs Freund, der für Jill offenbar eine Art Vater ist, warnt Ruth und diese zieht mit Kweli los, um die Wilderer zu stoppen. Dabei erschießt Strasser Joes Mutter. Young versucht, Joe in Sicherheit zu bringen und wird dabei ebenfalls von Strasser erschossen, worauf Joe ihm Daumen und Zeigefinger abbeißt. Die Wilderer ziehen sich zurück. Jill verspricht ihrer sterbenden Mutter, sich um Joe zu kümmern. Ruth wird unter großer Anteilnahme mit einer Zeremonie bestattet.
Jahre später ist Jill eine wunderschöne junge Frau und Joe ein 2000 Pfund schwerer, mehrere Meter großer Gorilla. Während Jill sich bei Wilderern, die sie als Mörder betrachtet, Feinde macht, hat sich um Joe die Legende des „heiligen Wächters“ gebildet, der angeblich den Berg, auf dem Joe lebt, beschützt. Eines Tages trifft der Zoologe Prof. Gregory „Gregg“ O’Hara in der Region ein. Gregg sucht nach neuen Tieren und arbeitet für einen Tierpark in Los Angeles, der sich auf den Artenschutz spezialisiert hat. Als Gregg und seine Männer einen Leoparden eingefangen haben, werden sie von Joe angegriffen, der den Leoparden befreit und sie verfolgt. Nach diesem Vorfall ist Gregg von der Entdeckung so fasziniert, dass er allein zum Berg aufbricht und nach dem Affen sucht. Bei der Begegnung wird er verletzt, jedoch von Jill gerettet. Kweli versorgt Gregg und dieser erzählt ihm alles. Anschließend begibt er sich erneut zu Jill und Joe, als diese gerade Verstecken spielen und erklärt Jill, dass es nun nach der Konfrontation nur noch eine Frage der Zeit ist, bis Joe entdeckt und gejagt wird. Er erzählt ihr von seinem Arbeitsplatz und bietet ihr an, mit ihm zu kommen und Joe im Park in Sicherheit zu bringen, doch sie lehnt entschieden ab. Kweli redet Jill ins Gewissen. Er macht ihr deutlich, dass die Gefahr für Jill und Joe jeden Tag wächst. Da andere Gorillas Joe nicht akzeptieren würden, bittet er sie, über Greggs Angebot nachzudenken. Aus Sorge um Joe geht sie auf Greggs Angebot ein. Joe wird nach Los Angeles in den Park gebracht, wo er großes journalistisches Interesse weckt. Jill lernt dort auch Harry, den Leiter des Parks, und die Zoologin Dr. Cecily Banks kennen, die später den Riesenwuchs der Gorillas mit einem Gen erklärt, welches alle fünf Generationen aktiv wird. Jill fällt es zunächst schwer, sich dort einzuleben, doch als Joe mit Harry in seinem großen, naturnahen Gehege Verstecken spielen will, wird deutlich, dass es ihm dort gefällt, was wiederum Jill sehr glücklich macht.
Andrei Strasser leitet offiziell ein Reservat in Botswana, ist aber in Wahrheit nach wie vor ein Wilderer und verkauft die Organe von Tieren illegal auf dem Schwarzmarkt. Als sein Mitarbeiter Pindi, der Gregg zu dem Gebiet in Afrika geführt hatte, ihm von Joe erzählt, glaubt er ihm kein Wort, doch als er und sein Untersetzter Garth Joe und Jill in den Nachrichten sehen, will er Joe töten und dessen Organe verkaufen, wohl auch aus Rache für die abgebissenen Finger.
Jill und Joe leben sich in den nächsten Tagen gut in L. A. ein. Gregg hat sich in Jill verliebt und beide haben ein Date am Strand, bei dem sie sich näher kommen. Als sie zurück sind, ist Joe etwas aufgeregt, da Strasser und Garth ihn bereits gereizt haben, doch Jill beruhigt ihn, indem sie ihm das Lied „Imba Wimbo“ vorsingt. Am nächsten Tag trifft sie auf Strasser, den sie nicht wiedererkennt. Strasser bietet ihr an, Joe in sein Reservat in Botswana zu bringen, da er mehr Platz braucht. Jill denkt darüber nach. Am Abend findet im Park eine GALA wegen des Artenschutzes statt, wo Harry seinen Vorgesetzten und allen anderen Anwesenden diesbezüglich eine Ansprache hält. Strasser und Garth haben vor, Joe zum Angriff zu motivieren, damit er in Strassers Reservat gebracht und dort getötet werden kann. Sie reizen den Affen erneut und ihr Plan scheint aufzugehen: Joe dreht völlig durch und greift die GALA an, wobei er von Gregg und den Sicherheitsleuten betäubt wird. Nach diesem Vorfall wird Joe in ein Sicherheits-Gehege gesperrt. Jill versucht verzweifelt, Harry klarzumachen, dass Joe völlig neben sich steht und weggebracht werden muss, doch Harry kann nichts für sie tun, da „kein Zoo auf der Welt einen 2000-Pfund-Killer-Gorilla aufnimmt“. Daraufhin befreit Jill zusammen mit Gregg und Cecily Joe. Harry ringt sich nun doch dazu durch, ihnen zu helfen, indem er das Tor nach außen öffnet, wofür Jill ihm sehr dankbar ist. Joe soll nun per LKW weg und in Strassers Reservat gebracht werden, wobei Jill bei Strasser und Garth mitfährt. Als zwei Park-Mitarbeiter Harry jedoch das Zeug zeigen, womit Joe gereizt wurde, erkennt Gregg mit Schrecken, dass es sich bei den beiden um Wilderer handelt, da solche Dinge von Wilderern benutzt werden. Alarmiert nimmt er sofort per Auto die Verfolgung auf. Jill unterhält sich mit Strasser während der Fahrt und dieser erwähnt, dass ihre Mutter sich mit ihrer Sorge um die Gorillas viele Feinde gemacht hat. Während des Gesprächs entdeckt Jill Strassers kaputte Hand und nach weiteren Äußerungen seinerseits erkennt sie den Mörder ihrer Mutter. Jill befreit sich wütend aus dem LKW, wobei auch Joe alarmiert wird. Sie gelangt zu Gregg ins Auto und macht sich schwere Vorwürfe. Sie erkennt die Gefahr, in der Joe schwebt und ruft ihm zu, er solle rausspringen. Als Joe im Frachtraum des LKW durchdreht, kommt es zum Unfall, wobei Joe sich befreit. Nun löst er eine Panik aus, läuft durch die Stadt und wird von den S.W.A.T.-Einheiten der Polizei gesucht. Als Joe die Lichter eines Freizeitparks aus der Ferne sieht, hält er diese für Jills Taschenlampe und folgt ihnen dorthin. Auch Jill, Gregg, die Polizei und die Wilderer kommen dort an. Strasser will Jill erschießen, da sie sein Unternehmen auffliegen lassen könnte. Garth versucht, ihn zu stoppen, da er mit einem Mord nichts zu tun haben will, wobei Strasser jedoch versehentlich einen Scheinwerfer zerschießt. Dadurch breitet sich ein großes Feuer im Freizeitpark aus. Während die Fahrgeschäfte mit Greggs Hilfe evakuiert werden, will Strasser erneut Jill töten, wird aber selbst von Joe in eine Stromleitung geworfen und dadurch getötet. Joe entdeckt schließlich, dass nicht alle Menschen evakuiert worden sind, sondern ein kleiner Junge namens Jason in der Gondel eines Riesenrads festsitzt und ängstlich nach seiner Mutter ruft. Joe klettert das Riesenrad hinauf, um Jason zu retten. Als Jill dies bemerkt, teilt sie dies dem Polizeichef mit, der daraufhin die S.W.A.T.-Mitglieder anweist, die Waffen runterzunehmen. Gregg bemerkt, dass das Metall des Riesenrads sich durch die Hitze bewegt, wodurch es einstürzen wird. Die Menschen ziehen sich zurück. Joe schafft es, den Jungen aus der Gondel zu holen, doch dann fällt das Riesenrad um. Jason übersteht den Sturz unversehrt, doch Joe bleibt reglos am Boden liegen. Da er sich nicht rührt, denkt Jill, er sei tot und schmiegt sich weinend an ihren großen Freund. Doch Joe hat, sehr zu Jills und Greggs Freude, überlebt. Nun will Gregg einen Platz kaufen, einen Ort, an dem Joe sicher und frei sein kann.
Der gerettete Junge revanchiert sich und spendet für Joe. Der Polizeichef, die Feuerwehrleute und viele andere Menschen folgen seinem Beispiel. Von den Spenden kaufen Gregg und Jill ein großes Areal in Afrika. Der „Joe-Young-Wildlife-Park“ wird schließlich unter Kwelis und vieler weiterer Menschen Anteilnahme feierlich eröffnet, womit Jill endlich das Versprechen, das sie ihrer Mutter einst gegeben hatte, einlösen kann. Joe wird dorthin gebracht und rennt glücklich in sein neues Zuhause hinein.

## Hintergrund
Der Film wurde in Los Angeles, in Long Beach und auf Hawaii gedreht. Er kostete 90 Millionen US-Dollar und brachte in den US-Kinos 50,6 Millionen US-Dollar sowie in den britischen Kinos 4,3 Millionen Pfund Sterling. In Deutschland zählte man fast 320 Tsd. Kinozuschauer.
Tricktechniker Ray Harryhausen und Schauspielerin Terry Moore, die an dem Originalfilm von 1949 mitwirkten, übernahmen Cameo-Auftritte als Partygäste.

## Kritiken
James Berardinelli schrieb auf ReelViews, der erste Film aus dem Jahr 1949 würde mit dem Film King Kong und die weiße Frau verglichen während dieser Film einige Elemente aus King Kong übernehme. Der Film sei ein Meisterwerk der Spezialeffekte. Berardinelli lobte Bill Paxton und Charlize Theron.
Roger Ebert bescheinigte dem Film in der Chicago Sun-Times vom 25. Dezember 1998 Wärme und Humor. Er lobte die Spezialeffekte bei den Nahaufnahmen von Joe.
Das Lexikon des internationalen Films schrieb: „Tricktechnisch brillanter, streckenweise etwas holpriger Familienfilm, der dem Verhältnis zwischen Mensch und Tier breiten Raum einräumt, in der Gestaltung mehrerer Jagd- und Actionszenen allerdings für Kinder nicht geeignet ist.“

## Auszeichnungen
- 1999: Nominierung für den Oscar für die besten visuellen Spezialeffekte
- 1999: Nominierung für den Saturn Award für die besten Spezialeffekte und für Charlize Theron
- 1999: Genesis Award